# Withaarblindwants
De Withaarblindwants (Asciodema obsoleta) is een wants uit de familie blindwantsen (Miridae). De soort werd het eerst wetenschappelijk beschreven door Franz Xaver Fieber in 1864.

## Uiterlijk
De langwerpig ovaal gevormde blindwants heeft altijd volledige vleugels en kan 3,5 tot 4,5 mm lang worden. Het borststuk en de kop zijn groen van kleur. De pootjes zijn grijs-groen gekleurd en de achterschenen hebben zwarte stekels. Het lichaam is ook grijs-groen gekleurd en is bedekt met lange grijswitte en korte zwarte haren. Het doorzichtige deel van de voorvleugels is grijs. De antennes zijn bruin van kleur.

## Leefwijze
De soort leeft op brem (Cytisus scoparius) en gaspeldoorn (Ulex europaeus) van de plantensappen maar ook van de eitjes van kevers (zoals bladkevers). Er is een enkele generatie per jaar en na overwintering als eitje kunnen de volwassen wantsen waargenomen worden van mei tot augustus in ruige gebieden en wegbermen.

## Leefgebied
De soort komt in Nederland niet langs de kust voor (met uitzondering van Zeeland) en is in de rest van het land zeldzaam. Het verspreidingsgebied is Palearctisch van Europa tot in Noord-Afrika. Later is de soort ook in Noord-Amerika geïntroduceerd.